# Nymphomaniac
Nymphomaniac (được cách điệu hóa là NYMPH()MANIAC) là một phim chính kịch Đan Mạch gồm 2 phần sản xuất năm 2013, kịch bản và đạo diễn bởi Lars von Trier. Phim có sự tham gia diễn xuất của các diễn viên Charlotte Gainsbourg, Stellan Skarsgård, Stacy Martin, Shia LaBeouf, Christian Slater, Jamie Bell, Uma Thurman, và Willem Dafoe. Tác phẩm được chia làm hai phần phim, cốt truyện chính kể về Joe (do Gainsbuorg và Martin thủ vai), người tự nhận mình mắc bệnh "nymphomaniac". Bộ phim kể về cuộc sống cô gái tên Joe  bị chứng cuồng dâm từ nhỏ từ thời niên thiếu đến khi trưởng thành
Bộ phim được chia thành tám chương được chia vào hai phần. 
Bản ra mắt thế giới của phần đầu tiên Volume I của phiên bản phim chưa cắt xén có thời lượng dài năm tiếng rưỡi được công chiếu vào ngày 16 tháng 2 năm 2014 tại Liên hoan phim quốc tế Berlin lần thứ 64, phần thứ hai Volume II của phiên bản phim chưa cắt xé được công chiếu vào ngày 10 tháng 9 năm 2014 tại Liên hoan phim quốc tế Berlin lần thứ 71

## Nội dung phim
Bộ phim kể về hành trình dục vọng của cô gái từ khi còn trẻ đến lúc trở thành một người đàn bà cuồng dâm ở độ tuổi 50. 
Bộ phim bắt đầu từ cảnh một lần Joe bị tấn công trong một con hẻm nhỏ và được một người đàn ông xa lạ tên Seligman cứu giúp. Người này đưa Joe về nhà chăm sóc, và tại đây cô kể lại câu chuyện đời mình từ lúc sinh ra cho tới khi trở thành một người phụ nữ 50 tuổi với khát khao tình dục luôn cháy bỏng. Đó là cuộc đời chìm đắm trong sắc dục với hàng trăm người đàn ông và những mối tình khác nhau.

## Diễn viên
Nhân vật chính
- Charlotte Gainsbourg trong vai Joe
  - Stacy Martin trong vai Joe thời niên thiếu
- Stellan Skarsgård trong vai Seligman[7]
- Stacy Martin trong vai Joe còn trẻ[8]
- Shia LaBeouf trong vai Jerôme Morris[7]
- Christian Slater[8] as Joe's Father
- Jamie Bell trong vai K[7]
- Uma Thurman trong vai Mrs. H
- Willem Dafoe trong vai L[7]
- Mia Goth trong vai P[9]
- Sophie Kennedy Clark trong vai B
- Connie Nielsen trong vai mẹ của Joe[7]
- Michaël Pas trong vai Older Jerôme
- Jean-Marc Barr trong vai The Debtor Gentleman[7]
- Udo Kier trong vai The Waiter[7]

Diễn viên phần phim đầu Vol.I
- Maja Arsovic trong vai Joe (7 tuổi)
- Sofie Kasten trong vai B (10 tuổi)
- Ananya Berg trong vai Joe (10 tuổi)
- Jesper Christensen[10] trong vai Jerôme's Uncle
- Charlie G. Hawkins trong vai Young Lad #2 ở trên tàu
- Jens Albinus[10] trong vai S
- Nicolas Bro trong vai F[10]
- Felicity Gilbert trong vai Liz thư ký riêng

Diễn viên phần phim thứ hai Vol.II
- Shanti Roney[10] trong vai Interpreter
- Kate Ashfield trong vai Therapist[7]
- Caroline Goodall trong vai Psychologist[7]
- Saskia Reeves[7] trong vai Nurse
- Tania Carlin trong vai Renée[11]
- Omar Shargawi[7] trong vai Thug 1
- Severin von Hoensbroech[10] trong vai Debtor in Greenhouse
- Daniela Lebang trong vai Brunelda
- James Northcote[12] trong vai Young Lad #1 trên tàu

## Khâu sản xuất phim

### Quá trình quay
Những cảnh phim đầu tiên được xuất hiện vào ngày 28 tháng 8 năm 2012 và kéo dài đến ngày 9 tháng 11 cùng năm ở Cologne và Hilden ở Đức và Ghent ở Bỉ.
Để khiến thước phim trông thật hơn, tác giả đã sử dụng kỹ thuật ghép chồng bằng cách ghép bộ phận sinh dục của diễn viên phim khiêu dâm lên diễn viên của bộ phim.
Hai diễn viên Gainburg và Martin tiết lộ rằng đã sử dụng các bộ phận sinh dục giả trong suốt quá trình quay phim. Martin còn nói thêm rằng trở thành diễn viên trong bộ phim là trải nghiệm vô cùng thú vị và vinh dự đối với cô, đặc biệt sau khi biết rằng bộ phim được lấy cảm hứng từ chính câu chuyện của đạo diễn. Martin cũng nhấn mạnh rằng việc quay các cảnh tình dục có phần nhàm chán do tính chất kỹ thuật của chúng.

### Âm nhạc được sử dụng trong phim
Nhạc phim đã được phát hành vào ngày 27 tháng 6 năm 2014 trên Zentropa. Bài nhạc là sự kết hợp giữa âm nhạc cổ điển và nhạc rock hiện đại.
| STT              | Nhan đề                                         | Ghi chú                                                                           | Thời lượng |
| ---------------- | ----------------------------------------------- | --------------------------------------------------------------------------------- | ---------- |
| 1.               | "Prologue Part I"                               | hát bởi Kristian Eidnes Andersen                                                  | 1:44       |
| 2.               | "Führe mich"                                    | track được thêm từ Rammstein's 2009 trong album Liebe ist für alle da             | 4:16       |
| 3.               | "Sonata for Violin and Piano in A major"        | nghệ sĩ cello (César Franck); sáng tác bởi Henrik Dam Thomsen và Ulrich Staerk    | 7:05       |
| 4.               | "Suite for Jazz Orchestra No. 2 (Shostakovich)" | sáng tác bởi Dmitri Shostakovich; trình diễn bởi Russian State Symphony Orchestra | 1:10       |
| 5.               | "Ich ruf zu dir, Herr Jesu Christ, BWV 639"     | sáng tác bởi Johann Sebastian Bach; trình diễn bởi Mads Høck                      | 2:59       |
| 6.               | "Prologue Part II"                              | trình diễn bởi Kristian Eidnes Andersen                                           | 2:27       |
| 7.               | "Hey Joe"                                       | trình diễn bởi Charlotte Gainsbourg                                               | 4:39       |
| Tổng thời lượng: | Tổng thời lượng:                                | Tổng thời lượng:                                                                  | 23:00      |

## Quảng bá tới công chúng
Đầu những năm 2013, tấm poster đầu tiên về phim đã được giới thiệu tới công chúng trên trang web chính thức của bộ phim. Ngay sau đó, Zentropa đã tung ra bộ ảnh của các diễn viên trong tư thế khêu gợi và bao gồm danh sách các chương trong bộ phim. Tiếp theo là tung ra bộ ảnh đạo diễn Lars von Trier với chiếc băng keo dính trên miệng, và lời quảng cáo về việc chính thức bắt đầu quay bộ phim.
Vào tháng 10 năm 2013, một loạt áp phích được tung ra công chúng, mỗi tấm áp phích thể hiện một nhân vật trong phim đang trong tư thế đạt cực khoái. Cùng với các áp phích nhân vật, năm áp phích được trình chiết trên sân khấu (ba áp phích cho bộ phim và một áp phích cho mỗi tập) và một tấm áp phích dùng cho quảng bá ra quốc tế đã được phát hành.
Vào tháng sáu năm 2014, Zentropa tiết lộ về tấm poster của đạo diễn khi công bố ra mắt phim tại Liên hoan phim Venice. Tấm áp phích thể hiện nhân vật Lars von Trier đứng giữa hai dấu ngoặc đơn.

### Đánh giá
Nymphomaniac ban đầu nhận được xếp hạng NC-17 từ Hiệp hội Điện ảnh Hoa Kỳ vào đầu năm 2014. Tuy nhiên, bộ phim đã bị loại khỏi xếp hạng và được phát hành mà không có bất kỳ xếp hạng nào của MPAA.

## Phát hành
Phiên bản hoàn chỉnh kéo dài năm giờ được phát hành sau thời điểm ra mắt ban đầu rất lâu ở một số đất nước đặc biệt. Thay vào đó, bản đã chỉnh sửa dài hơn 4 tiếng phổ biến hơn được ra mắt tới công chúng, bản phim đó được cắt bớt 90 phút và chia làm hai phần là Vol.I và Vol.II. 
Chúng tôi đã biết từ đầu rằng sẽ có nhiều phiên bản khác nhau. Nhưng thực tế, chúng tôi không làm việc với phiên bản khác. Chúng tôi chỉ làm việc với một bộ phim, và đó là phiên bản của Lars, phiên bản Director' Cut. Sau khi chúng tôi đã làm việc trong tám tháng, chúng tôi dành một tháng để làm phiên bản rút gọn. Vì vậy, đó không phải là việc cố gắng làm nhiều phiên bản cùng một lúc. Chúng tôi chỉ làm một bộ phim - một bộ phim mà chúng tôi thực sự thích. Một bộ phim dài và một đợt nghỉ, đơn giản là vậy.— Biên tập viên Molly Malene Stensgaard, đã trả lời phỏng vấn ở Liên hoan phim Venice năm 2014 về vấn đề DFI-Film
Một buổi chiếu sơ bộ "bí mật" của Nymphomaniac Vol.I  đã diễn ra tại Liên hoan Phim Sundance vào ngày 21 tháng 1 năm 2014, tại Rạp Egyptian với tiêu đề phim "Film X" giữa những tin đồn rằng bộ phim có thể là của đạo diễn von Trier hoặc The Grand Budapest Hotel của đạo diễn Wes Anderson. Buổi ra mắt tại Vương quốc Anh diễn ra vào ngày 22 tháng 2 năm 2014. Ở Hoa Kỳ, bộ phim cũng được phát hành thành hai phần, có tên là Nymphomaniac Vol.I và Nymphomaniac Vol.II, nhưng vào các ngày khác nhau: ngày 21 tháng 3 năm 2014 và ngày 4 tháng 4 năm 2014.

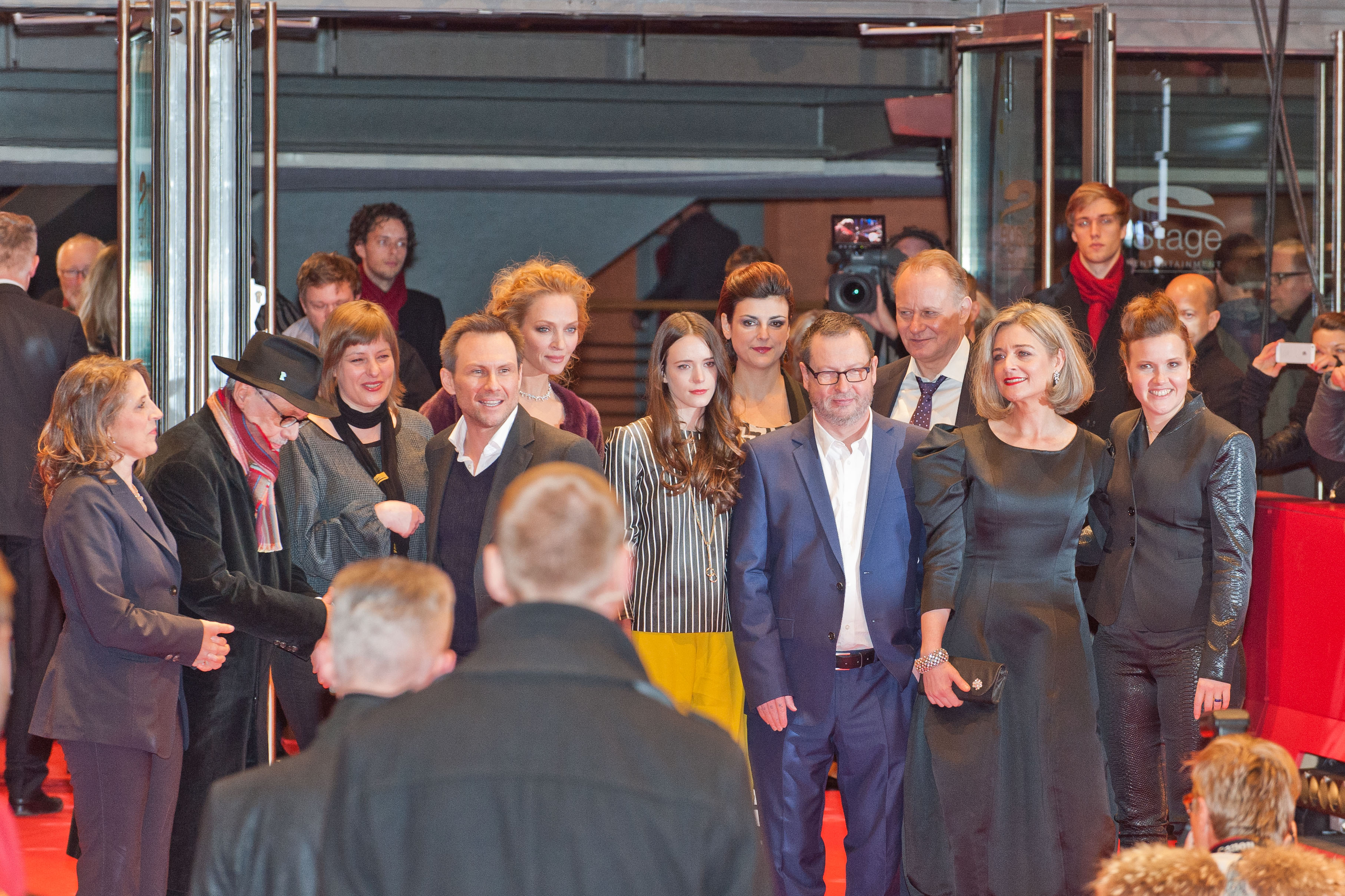
Dàn diễn viên và đạo diễn ở Liên hoan phim quốc tế Berlin lần thứ 6

Ở Úc và New Zealand, phiên bản kéo dài bốn giờ của bộ phim được phát hành bởi công ty Transmission Films. Bộ phim ra mắt vào ngày 20 tháng 3 năm 2014, cả hai phần được chiếu liền kề nhau liên tiếp và một tiếng nghỉ giữa chừng.
Vào tháng 2 năm 2014, phiên bản không cắt của Phần I đã được chiếu tại Liên hoan Phim Berlin. Vào tháng 9 năm 2014, phiên bản không cắt của Nymphomaniac Vol.I và Nymphomaniac Vol.II đã được chiếu tại Liên hoan phim quốc tế Venice. Bản Director's Cut hoàn chỉnh, bao gồm cả hai phần, cuối cùng đã được phát hành vào ngày 10 tháng 9 năm 2014 tại Copenhagen, Đan Mạch. Trong giờ giải lao giữa hai phần phim, đạo diễn Lars von Trier đã xuất hiện tại buổi ra mắt này. Trong đoạn phim về cuộc tự phá thai của Joe, ba khán giả nam đã ngất xỉu.

## Các liên kết liên quan
- Website chính thức
- Official website at Magnolia Pictures
- Nymphomaniac: Vol. I trên Internet Movie Database
- Nymphomaniac: Vol. II trên Internet Movie Database
- Nymphomaniac Volume 1 tại Rotten Tomatoes
- Nymphomaniac Volume 2 tại Rotten Tomatoes